# Deparia subfluvialis
Deparia subfluvialis är en majbräkenväxtart som först beskrevs av Bunzo Hayata, och fick sitt nu gällande namn av Masahiro Kato. Deparia subfluvialis ingår i släktet Deparia och familjen Athyriaceae. Inga underarter finns listade.